# Кровоточивость дёсен
Кровоточивость десен — это симптом, с которым часто приходится сталкиваться стоматологам и стоматологическим гигиенистам при осмотре с применением стоматологического зонда. Кровотечение обычно происходит из глубины десневой борозды (кармана) - области между зубом и тканью десны. Кровоточивость десен является признаком воспаления и указывает на разрушение или эрозию тканей, выстилающих десневую борозду, или появлении язв на её эпителии.
Источником кровотечения обычно оказывается собственная пластинка десны - слой слизистой оболочки, богатый рыхлой соединительной и лимфоидной тканью.
Кровоточивость десен может вызываться механическими повреждениями слизистой оболочки полости рта, а также быть признаком разных воспалительных заболеваний пародонта, частота встречаемости которых, согласно некоторым данным, колеблется от 30 до 80% у детей и от 64 до 98% у взрослых.
Кровоточивость десен в редких случаях бывает признаком ряда других, более серьезных или системных заболеваний, лечение которых может потребовать участия терапевтов и гематологов. Среди них авитаминозы, нарушение свертываемости крови, отдельные вирусные заболевания и даже лейкемия.

## Причины

### Стоматологические причины
В большинстве случаев кровоточивость десен является симптомом заболеваний, находящихся в компетенции стоматологов. Одной из основных причин появления кровоточивости являются бактерии, составляющие микрофлору полости рта и ответственные за образование зубного налета. Налет, представляющий собой скопления микроорганизмов и продуктов их метаболизма, при плохой гигиене полости рта может трансформироваться в зубной камень, прорастающий в десневой карман, нарушающий целостность его тканей и провоцирующий воспалительные процессы, что и вызывает кровотечения.
Среди других распространенных причин кровоточивости десен травматические повреждения. Они могут быть связаны со слишком активной или неправильной чисткой зубов, с неправильным применением зубной нити, попаданием инородных тел в ротовую полость, химическими и термическими ожогами. Ротовая полость и десны могут травмироваться неудачно подобранными и установленными зубными протезами, пломбами или ортодонтическими скобами.

### Системные причины
Кровоточивость десен может быть спровоцирована изменением гормонального фона, которое случается при половом созревании или беременности. Так, показано, что гормональные изменения могут влиять на состав слюны, что, в свою очередь, сказывается на скорости формирования зубного налета.
Причиной кровоточивости десен может быть недостаток витаминов. При серьезном недостатке витамина С развивается цинга, сопровождающаяся не только кровоточивостью десен, но и геморрагической сыпью, вызванной нарушениями в стенках сосудов. Дефицит витамина К тоже может вызвать кровоточивость десен, поскольку это вещество является важным кофактором в процессе свертываемости крови.
В редких случаях кровоточивость десен может быть связана с такими серьезными заболеваниями, как лейкемия или гемофилия. Кровоточивость и гипертрофия десен при лейкемии сопровождается множество других симптомов, среди которых головные боли, слабость, нечленораздельность речи, носовые кровотечения, сонливость. При разных типах гемофилии наблюдается несвертываемость крови, а десны являются далеко не единственной областью, в которой могут возникать спонтанные кровотечения. То же самое относится к другим расстройствам свертываемости крови, например, болезни Виллебранда. Десны также могут кровоточить при сахарном диабете, болезни Верльгофа, некоторых вирусных заболеваниях и отдельных видах рака, .
Некоторые препараты могут вызывать кровоточивость десен. Среди них такие распространенные антикоагулянты, как гепарин, варфарин и некоторые другие.

## Диагноз
Ввиду того, что кровоточивость десен может быть симптомом очень различных по этиологии заболеваний, задачей врача становится выяснение конкретных причин появления кровоточивости. При данном симптоме целесообразно обращаться к стоматологу, который в ходе осмотра и опроса пациента должен установить, связана ли кровоточивость с зубным камнем или другими заболеваниями пародонта. При диагностике иногда применяются шкалы оценки кровоточивости десен, например, индекс кровоточивости по Мюлеманну-Коуэллу или Мюлеманну-Саксеру.
Также стоматолог может выяснить, нет ли у пациента недостатка в витаминах и не мог ли гормональный фон сказаться на проявлении кровоточивости десен.
Если стоматолог не уверен в причине кровоточивости, необходима консультация терапевтов и назначение дополнительных исследований. В частности, могут понадобиться анализы на выявление сахарного диабета, проблем со свертываемостью крови, оценка уровня гонадотропина или рентген челюсти. Если существует подозрение на лейкемию, пациенту требуется консультация гематолога и комплекс анализов для подтверждения или исключения данного диагноза.

## Лечение
Лечение кровоточивости десен зависит от того, какие причины данного симптома выявлены в результате обследования. Если кровоточивость связана с системными патологиями или заболеваниями, надо приступить к их лечению под контролем гематологов или терапевтов.
Поскольку чаще всего кровоточивость десен связана с гингивитом и воспалительными процессами пародонта, терапевтические меры преимущественно сосредоточены на данных заболеваниях.
При лечении гингивита необходимо осуществить чистку ротовой полости и удалить зубной налет и зубной камень, если таковой имеется. При этом может понадобиться профессиональная чистка стоматологическим гигиенистом с использованием ультразвука, порошково-струйного аппарата или механических инструментов.
Для борьбы с патогенными представителями микрофлоры ротовой полости, вызывающими образование налета и зубного камня, могут назначаться антибиотики (как в виде инъекций, так и в форме таблеток) и полоскания с антисептическими препаратами, такими, как хлоргексидин.
Для лечения кровоточивости десен и воспалительных процессов в полости рта широко применяются стоматологические гели и мази, как в составе комплексной терапии, так и в качестве основного средства. К таким препаратам относятся Метрогил Дента (сочетает антибиотик метронидазол и антисептик хлоргексидин), Солкосерил Дентал (содержит полидоканол, временно снижающий чувствительность нервных окончаний, и вытяжку из крови молочных телят), Асепта (содержит хлоргексидин и прополис), Пародиум (сочетает хлоргексидин и экстракт ревеня), Холисал, Апидент-Актив и другие. 
Наличие антибиотика в составе геля позволяет эффективно подавлять рост анаэробных бактерий, часто ассоциированных с заболеваниями пародонта. Среди таких бактерий A. actinomycetemcomitans, P. gingivalis, P. intermedia, B. forsythus, C. rectus, E. nodatum, P. micros, S. intermedius, Treponema sp. и другие. 
Преимущество стоматологических гелей заключается в местном действии, в результате которого препарат попадает непосредственно в очаг поражения. В такой форме препараты легко применять, нанося непосредственно на десны, и они оказывают меньшее системное влияние на организм.
Некоторые стоматологи рекомендуют полоскания на основе средств народной медицины или экстрактов целебных трав. Среди них экстракты ромашки, календулы или коры дуба. Эти средства могут оказывать положительное действие, однако их эффективность нередко подтверждается только народным опытом, а клинических исследований данных средств недостаточно.
При кровоточивости десен нежелательно пользоваться отбеливающими зубными пастами, так как они способны вызывать дополнительное раздражение. Также не рекомендуется использовать зубные щетки с жесткой щетиной. Лучше дополнительно проконсультироваться со стоматологом по поводу того, как в каждом конкретном случае применять зубные щетки, зубную нить или ополаскиватели для рта.
Среди других мер для профилактики и улучшения состояния при кровоточивости десен - отказ от курения, которое способно дополнительно раздражать слизистую оболочку полости рта, и употребления алкоголя. Однако отмечено, что кровоточивость усиливается у бросающих курить, поскольку компоненты табачного дыма подавляет воспалительный процесс, вновь активирующийся при отказе от курения. Пренебрежение медицинским осмотром и терапией кровоточивости десен при гингивите может приводить к развитию заболевания и деструктивному поражению тканей пародонта, при котором может быть затронута костная ткань. Развитие заболевания может приводить как к естественной потере отдельных зубов, так и к необходимости их удаления.